# Cape Tulenij
Das Cape Tulenij  (englisch; russisch Мыс Тюлений Mys Tjuleni, deutsch ‚Robbenkap‘) ist ein Kap an der Knox-Küste des ostantarktischen Wilkeslands. Es liegt im Gebiet der Bunger-Oase.
Wissenschaftler einer sowjetischen Antarktisexpedition kartierten und benannten es im Jahr 1956. Das Antarctic Names Committee of Australia übertrug diese Benennung 1989 ins Englische. Bei der russischen Namensgebung besteht Verwechslungsgefahr mit dem Tyuleniy Point.